# Bargsmoor/Rechtenflethermoor

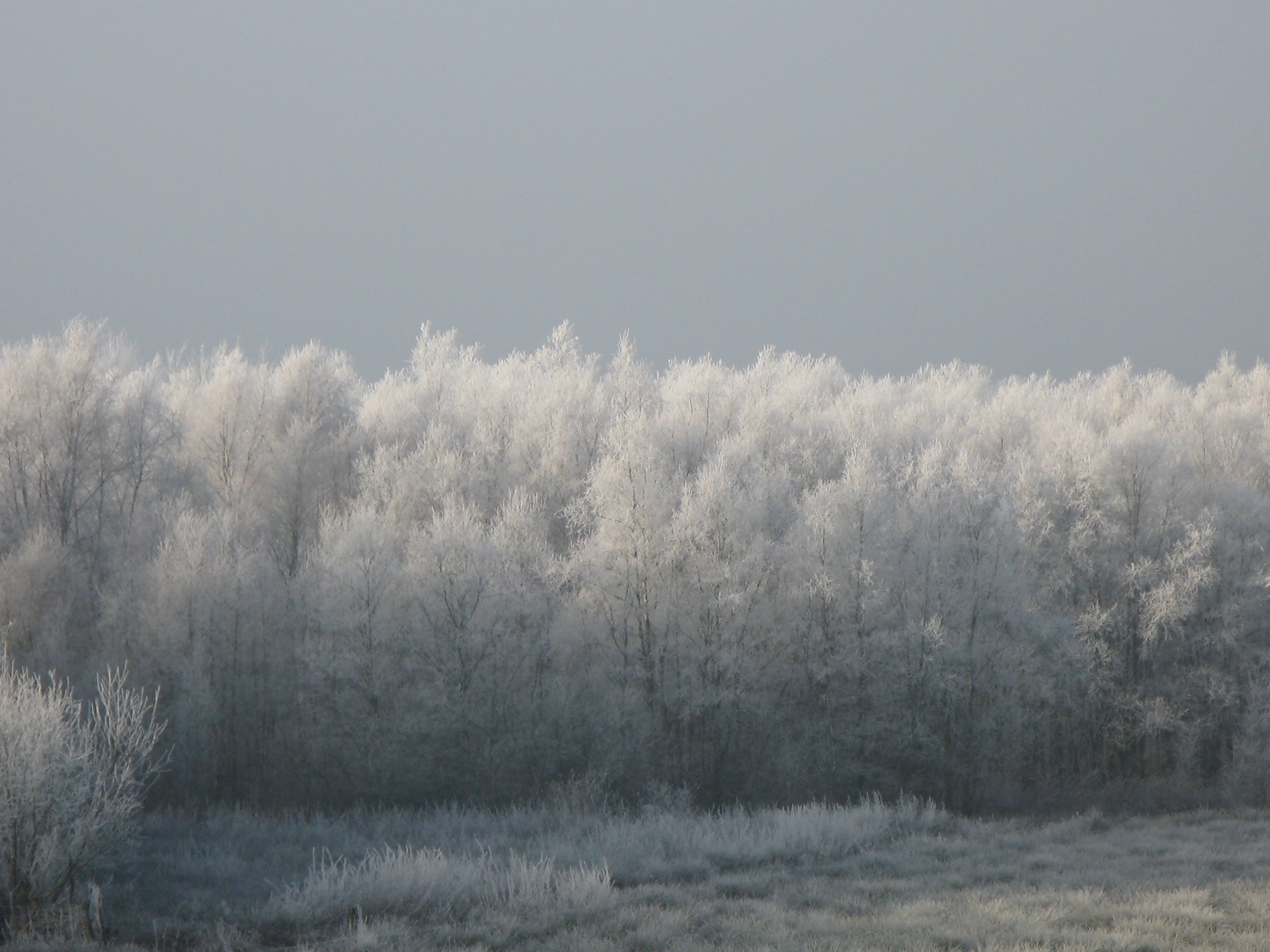
Naturschutzgebiet Bargsmoor Weihnachten 2007

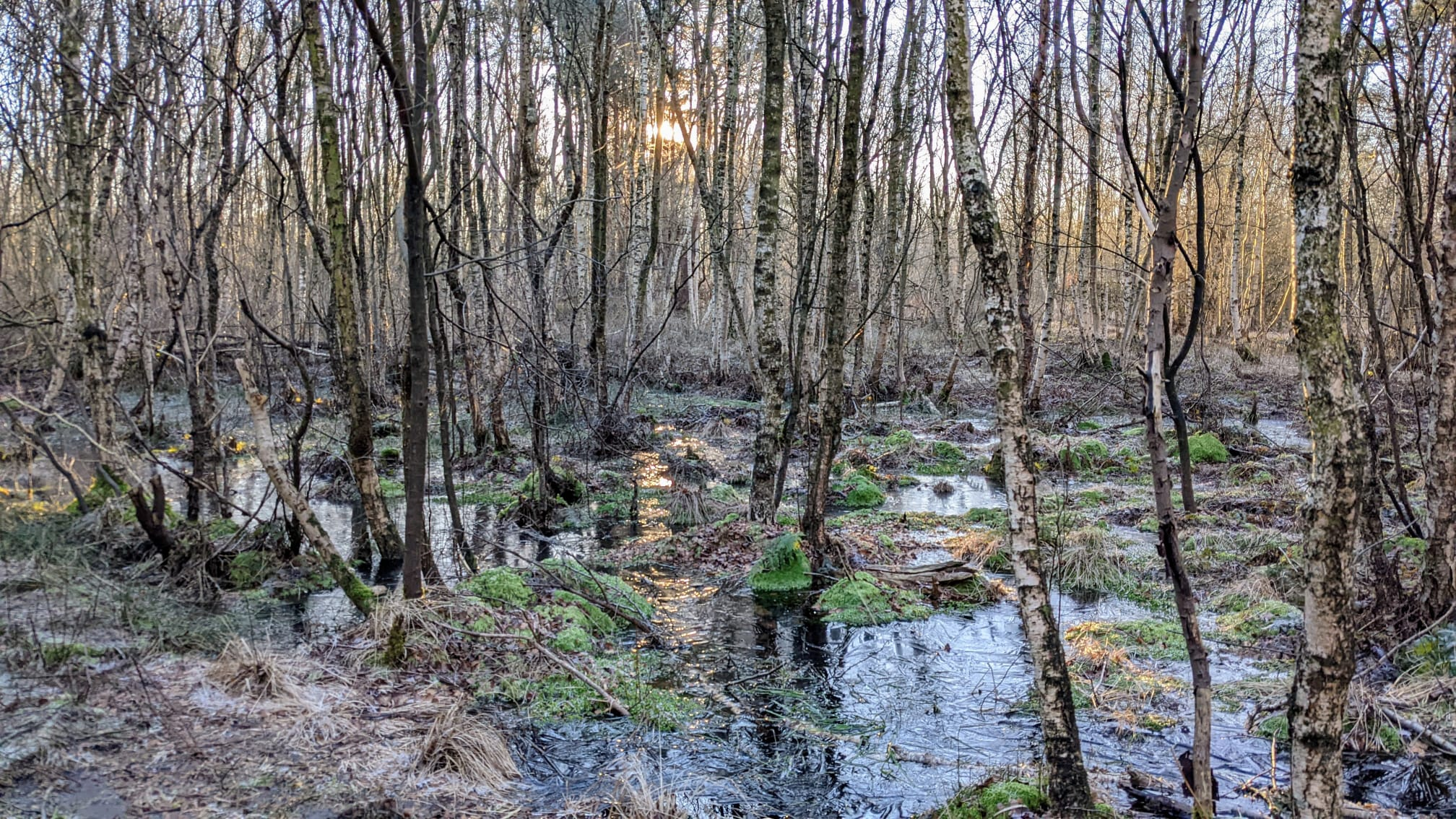
Das Bargsmoor auf Gut Wittenborgh

Das Bargsmoor/Rechtenflethermoor ist ein Naturschutzgebiet (NSG) in Niedersachsen auf dem Gebiet der Gemeinde Hagen im Bremischen im Landkreis Cuxhaven.

## Allgemeines
Das Naturschutzgebiet mit dem Kennzeichen NSG LÜ 118 ist 140 Hektar groß. Östlich der A 27 wurden auf Gut Wittenborgh größere Flächen beim Bau der Autobahn mit ausgekoffertem Moor überspült. Im Laufe der Zeit ist dort eine größere Waldfläche entstanden, die im Urzustand belassen wird. Sie bietet Wild Schutz und dient Vögeln als Brutstätte. Dort wachsen seltene Gräser und Moorpflanzen.
Schutzzweck ist zu gewährleisten, dass sich in Teilbereichen eine wachsende Hochmoordecke als Lebensraum für die Pflanzen- und Tierwelt der Moore entwickeln kann, die Erhaltung und Förderung der Vielfalt im Bereich der Pflanzen- und Tierwelt im Übrigen, insbesondere des Vorkommens des efeublättrigen Hahnenfußes sowie die Sicherung eines Gebietes für Sukzessionsstudien.
Im Naturschutzgebiet wurden die degradierten Moorflächen sowie Spülflächen aus der Zeit des Autobahnbaus der natürlichen Sukzession überlassen. Die eigendynamische Entwicklung unterschiedlicher Biotypen lässt sich hier gut nachvollziehen. Zudem sind seltene Tieren und Pflanzen anzutreffen. Bei den Flächen des Naturschutzgebietes handelt es sich meist um Aufspülflächen aus der Zeit des Autobahnbaues. Hinzu kommen eine nördlich gelegene Fläche im Rechtenflethmoor, die mit Birkenmoorwald, Gagelstrauch und Pfeifengras bewachsen ist und eine im Süden gelegene Fläche des Lammersmoores, die mit Gagel bestanden ist. Auf den Spülflächen findet eigendynamische Entwicklung statt, die mit der Aussiedlung von Weiden, Rohrkolben, Binsen, Schilfrohr und anderen Pflanzen begonnen hat.